# FC Lourdes
Der FC Lourdes (offizieller Name: Football club lourdais Hautes-Pyrénées) ist ein Rugby-Union-Verein aus der französischen Stadt Lourdes im Département Hautes-Pyrénées. Er spielt in der fünfthöchsten französischen Liga Fédérale 1. Die Heimspiele werden im Stade Antoine-Beguere ausgetragen.
Gegründet wurde der Verein im Jahr 1911. Trotz seines Namens besaß er nie eine Fußballabteilung. Von Mitte der 1940er bis Ende der 1960er Jahre dominierte der FC Lourdes die französische Meisterschaft. Während dieser Zeit wurde er achtmal Meister. Darüber hinaus gewann er sechsmal die prestigeträchtige Challenge Yves du Manoir.

## Erfolge
- Meister: 1948, 1952, 1953, 1956, 1957, 1958, 1960, 1968
- Meisterschaftsfinalist: 1945, 1946, 1955
- Sieger Challenge Yves du Manoir: 1953, 1954, 1956, 1966, 1967, 1981
- Finalist Challenge Yves du Manoir: 1977
- Sieger Coupe de France: 1950, 1951
- Finalist Coupe de France: 1948, 1984

## Meisterschaftsfinalspiele des FC Lourdes
| Datum          | Meister         | 2. Finalist           | Ergebnis  | Ort                               | Zuschauer |
| -------------- | --------------- | --------------------- | --------- | --------------------------------- | --------- |
| 7. April 1945  | SU Agen         | FC Lourdes            | 7:3       | Parc des Princes, Paris           | 30.000    |
| 24. März 1946  | Section Paloise | FC Lourdes            | 11:0      | Parc des Princes, Paris           | 30.000    |
| 18. April 1948 | FC Lourdes      | RC Toulon             | 11:3      | Stade des Ponts Jumeaux, Toulouse | 29.753    |
| 4. Mai 1952    | FC Lourdes      | USA Perpignan         | 20:11     | Stadium Municipal, Toulouse       | 32.500    |
| 17. Mai 1953   | FC Lourdes      | Stade Montois         | 21:16     | Stadium Municipal, Toulouse       | 32.500    |
| 22. Juni 1955  | USA Perpignan   | FC Lourdes            | 11:6      | Parc Lescure, Bordeaux            | 39.764    |
| 3. Juni 1956   | FC Lourdes      | US Dax                | 20:0      | Stadium Municipal, Toulouse       | 38.426    |
| 26. Mai 1957   | FC Lourdes      | Racing Club de France | 16:13     | Stade Gerland, Lyon               | 30.000    |
| 18. Mai 1958   | FC Lourdes      | SC Mazamet            | 25:8      | Stadium Municipal, Toulouse       | 37.164    |
| 22. Mai 1960   | FC Lourdes      | AS Béziers            | 14:11     | Stadium Municipal, Toulouse       | 37.200    |
| 16. Juni 1968  | FC Lourdes      | RC Toulon             | 9:9 n. V. | Stadium Municipal, Toulouse       | 28.526    |

1. ↑  Wegen der Mai-Unruhen musste das Finale um drei Wochen verschoben werden. Am Ende der regulären Spielzeit stand es 6:6, nach Verlängerung 9:9. Der FC Lourdes wurde zum Meister erklärt, da er zwei Versuche erzielt hatte und Toulon gar keinen; darüber hinaus war es nicht mehr möglich, so spät ein drittes Finale anzusetzen, da die französische Nationalmannschaft kurz vor der Abreise zu einer Tournee nach Neuseeland und Südafrika stand.

## Bekannte Spieler
- Louis Armary
- Jean Barthe
- Pierre Berbizier
- Michel Crauste
- Jean Gachassin
- Jean-Pierre Garuet
- Claude Lacaze
- Roger Martine
- Jean Prat
- Maurice Prat
- Henri Rancoule
- Robert Soro